# 皮脂漏症
皮脂漏症（ひしろうしょう）は主にワックスエステルを多く含んでいる深海魚（バラムツ、アブラコソムツ、オオメマトウダイなど）を摂取した際になる消化不良による体調悪化のこと。

## 解説
主な原因としてはそもそも人間はワックスエステルを消化出来ない為、大量に食べてしまうと食後18時間から56時間で腹痛や下痢などを起こす。
下痢には独特の悪臭があり、ひどい場合には脱水症状や昏睡状態にもなることがある。